# Heilhorn (Schiff)
Die Heilhorn ist eine Doppelendfähre der norwegischen Reederei Torghatten Midt.

## Geschichte
Die Fähre wurde unter der Baunummer 38 auf der türkischen Werft Sefine Shipyard für die Reederei Torghatten Trafikkselskap gebaut. Die Kiellegung der im Juni 2018 bestellten Fähre fand am 17. April, der Stapellauf am 28. September 2019 statt. Die Fertigstellung erfolgte am 28. August 2020. Zum 1. März 2022 kam die Fähre zu der durch die Fusion mit der Reederei FosenNamsos Sjø entstandenen Reederei Torghatten Midt. Die Fähre ist die einzige gebaute Einheit des vom norwegischen Schiffsarchitekturbüros Multi Maritime entworfenen Typs MM74FC EL.
Das Schiff verkehrt im Verlauf des Fylkesvei 17 über den Bindalsfjord zwischen Holm und Vennesund.

## Technische Daten und Ausstattung
Das Schiff ist mit einem Hybridantrieb ausgestattet. Es wird von zwei Elektromotoren angetrieben. Diese wirken auf jeweils eine Propellergondel, die an den beiden Enden der Fähre angebracht sind. Die Elektromotoren werden aus Akkumulatoren gespeist. Die Kapazität der Akkumulatoren beträgt 1536 kWh. Die Akkumulatoren werden am Anleger automatisch geladen.
Die Fähre wird überwiegend vollelektrisch angetrieben. Für den dieselelektrischen Antrieb des Schiffes stehen vier von Scania-Dieselmotoren angetriebene Stamford-Generatoren zur Verfügung.
Die Fähre verfügt über ein durchlaufendes Fahrzeugdeck mit vier Fahrspuren. Das Fahrzeugdeck ist geschlossen und von beiden Enden über herunterklappbare Rampen zugänglich. An beiden Enden der Fähre befinden sich nach oben aufklappbare Visiere. Die nutzbare Durchfahrtshöhe auf dem Fahrzeugdeck beträgt 4,6 m. Oberhalb des Fahrzeugdecks befindet sich das Deck mit den Einrichtungen für die Passagiere. Hier sind unter anderem Aufenthaltsräume mit Sitzgelegenheiten sowie ein Selbstbedienungsrestaurant eingerichtet. An beiden Enden befinden sich offene Deckbereiche mit Sitzgelegenheiten. Weiterhin ist auf diesem Deck unter anderem ein Aufenthaltsraum für die Schiffsbesatzung eingerichtet.
Oberhalb dieses Decks befinden sich drei weitere Decks, zunächst ein Deck mit Kabinen für die Schiffsbesatzung, dem Maschinenkontrollraum und einem Büro und darüber ein Deck mit technischen Betriebsräumen. Auf die Decksaufbauten ist mittig das Steuerhaus aufgesetzt.